# كبريتات الزنك (استخدام طبي)
تُستخدم كبريتات الزنك  طبيًا كمكمل غذائي . ويستخدم تحديدًا لعلاج نقص الزنك في الجسم ولتفادي الظروف السيئة التي يمكن أن يعانيها الاشخاص المعرضين للخطر نتيجة هذا النقص.، يتضمن استخدام كبريتات الزنك معالجة الجفاف عن طريق الفم للاطفال المصابين بالاسهال. الاستخدام العام لهذا الدواء دون وصفه طبيه غير محبذ .,يمكن تناول كبريتات الزنك عبر الفم أو عن طريق الحقن في الوريد . لا ينصح بالاستخدام العام. يمكن أن تؤخذ عن طريق الفم أو عن طريق الحقن في الوريد.
تتضمن الآثار الجانبية آلام البطن والقيء والصداع والشعور بالتعب. في حين تُعتبر الجرعات العادية آمنة أثناء الحمل والرضاعة الطبيعية، إلا أن السلامة في حال أخذ جرعات كبيرة لهذا الدواء غير معروفة. ينبغي إيلاء مزيد من الحذر أثناء استخدام هذا الدواء لمن يعاني من القصور الكلوي. الزنك معدن أساسي للبشر وكذلك الحيوانات الأخرى 
بدأ الاستخدام الطبي لكبريتات الزنك في وقت مبكر من القرن السابع عشر. وهي مدرجة في قائمة الأدوية الأساسية لمنظمة الصحة العالمية، وهي الأدوية الأكثر أمانًا وفعالية في النظام الصحي. كبريتات الزنك متاح كدواء عام وبدون وصفة طبية. تبلغ تكلفة الجملة لهذا الدواء في العالم النامي حوالي 0.01-18 دولارًا أمريكيًا في اليوم. في المملكة المتحدة، تكلف عشرة أيام من العلاج حوالي 4.32 جنيهًا.

## الاستخدامات الطبية
استخدام مكملات كبريتات الزنك جنبا إلى جنب مع العلاج الإماهة الفموية يقلل من عدد حركات الأمعاء ويبطئها حتى يتوقف الإسهال. توصي منظمة الصحة العالمية باستخدامه في هذه الحالة. أيضًا تعتبر كبريتات الزنك جزءًا مهمًا من التغذية بالحقن.